# Martin-Luther-Platz 9 (Osterode am Harz)
Koordinaten: 51° 43′ 38,9″ N, 10° 15′ 6,9″ O

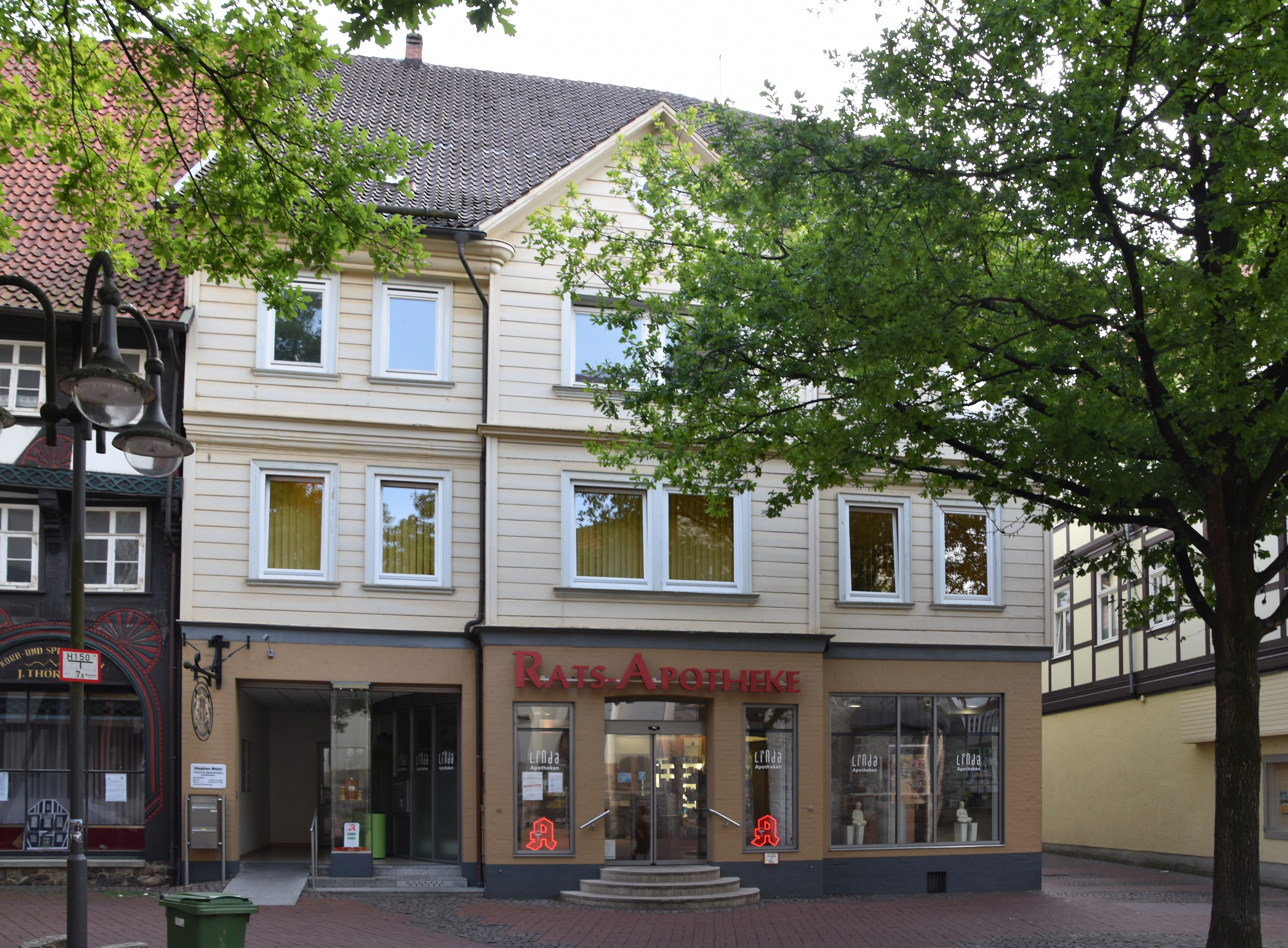
Ratsapotheke (Seite Martin-Luther-Platz)

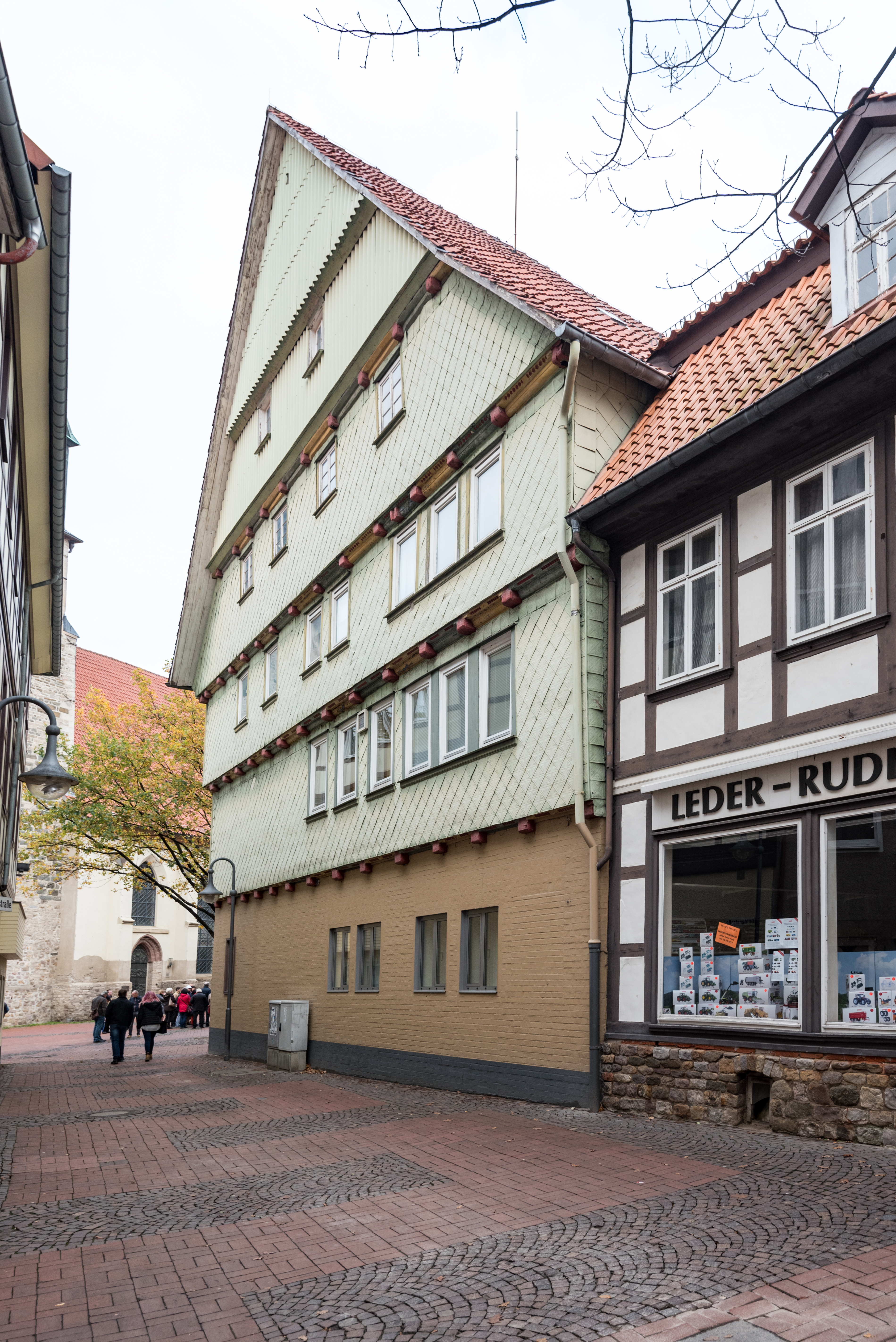
Ratsapotheke (Seite Güldenstraße)

Das Wohn- und Wirtschaftsgebäude Martin-Luther-Platz 9 in Osterode am Harz ist ein denkmalgeschütztes Fachwerkgebäude und zugleich eine frühere Ratsapotheke.

## Geschichte
Die frühere Ratsapotheke war 1574 als erste Apotheke erbaut worden. Die Kelleranlage ist teilweise noch aus dieser Zeit. Seit 1626 ist der Name Rats-Apotheke nachgewiesen. 1820 wurde die Apotheke privatisiert. 

## Gebäude
Das dreigeschossige, mit der verbretterten Traufenseite zum Martin-Luther-Platz hin gelegene Gebäude zeigt mit dem Giebel zur Güldenstraße. 1894 erfolgte die Beifügung des symmetrischen und gliedernden Mittelrisalits. Darüber befindet sich ein Zwerchhaus. Die Öffnungsstruktur dieser Fassadenseite ist regelmäßig und nahezu symmetrisch gestaltet. Das Erdgeschoss ist verklinkert. 
Die Geschosse kragen an der nordwestlichen Giebelseite zur Güldenstraße jeweils über. 
Die Kellerräume tragen das Gebäude über ein Tonnengewölbe, in einem Raum befindet sich ein Kreuzgratgewölbe. Die Ausfachungen weisen noch auf die Barockzeit hin. 1991 und Ende der 1990er Jahre kam es zu umfangreichen Sanierungen.

## Denkmalschutz
Das Gebäude Martin-Luther-Platz 9 gehört zur Gruppe baulicher Anlagen (§ 3 Abs. 3 S. 1 NDSchG) Altstadtkern Osterode. Das Niedersächsische Landesamt für Denkmalpflege begründet die Denkmaleigenschaft durch seine geschichtliche und städtebauliche Bedeutung. 